# Forteresse de Bočac
La forteresse de Bočac est située en Bosnie-Herzégovine, sur le territoire du village de Dabrac et dans la municipalité de Mrkonjić Grad. Elle remonte au Moyen Âge et à la période ottomane et est inscrite sur la liste des monuments nationaux de Bosnie-Herzégovine.

## Localisation
La forteresse de Bočac se trouve à proximité de la route européenne E661.

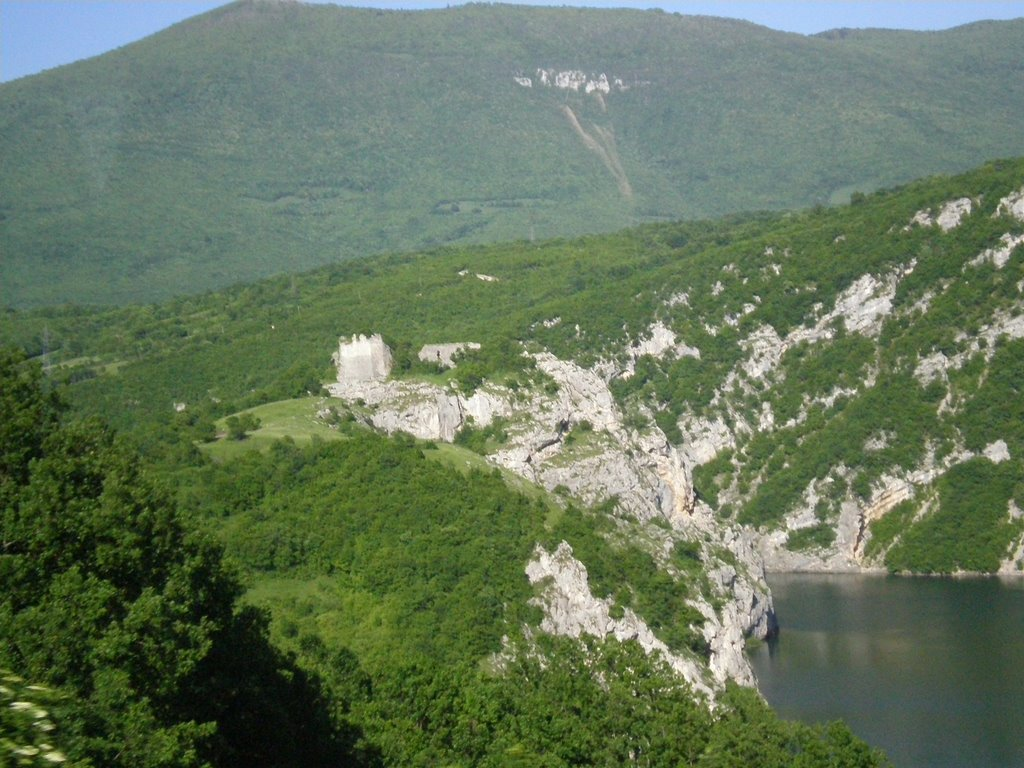
La forteresse dans son environnement.

## Histoire
La forteresse de Bočac a été construite au début du XVe siècle. Elle fit ensuite partie de la Banovine de Jajce, qui fut conquise par les Ottomans en 1527. Les Turcs renforcèrent les remparts et occupèrent le fort jusqu'au début du XVIIe siècle. La forteresse fut complètement abandonnée en 1833. Aujourd'hui, l'essentiel des fortifications reste encore en bon état.

## Description

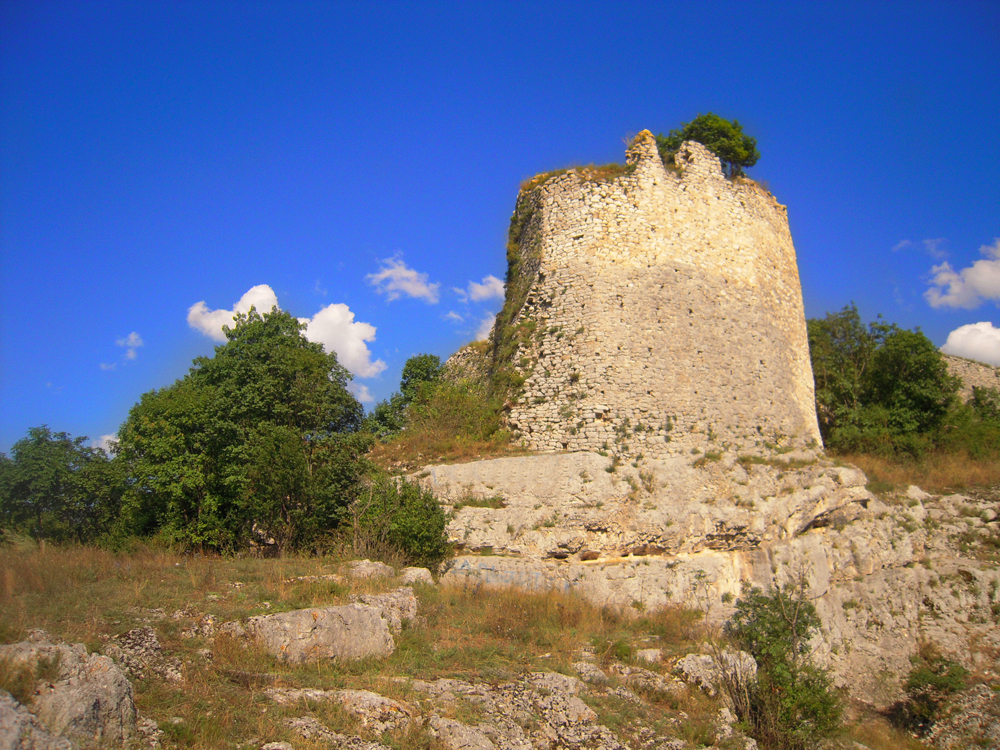
Détail d'une tour.